# Oberea scutellaris
Oberea scutellaris är en skalbaggsart som först beskrevs av Gerstaecker 1855.  Oberea scutellaris ingår i släktet Oberea och familjen långhorningar.
Artens utbredningsområde är:
- Kenya.
- Malawi.
- Moçambique.
- Zimbabwe.

Inga underarter finns listade i Catalogue of Life.